# Konoe Motohiro
Konoe Motohiro (近衛 基熈) (26 avril 1648 - 13 octobre 1722), Tajimaru  (多治丸) dans sa jeunesse, est un noble de cour (kugyō) de la période Edo (1603–1868). Il exerce la fonction de régent kampaku de 1690 à 1703.

## Biographie
Il est le fils du régent Konoe Hisatsugu et d'une de ses concubines. Motohiro n'est d'abord pas considéré comme un membre légitime mais son père Hisatsugu et sa femme, la princesse Shoshi, une fille de l'empereur Go-Mizunoo, n'ont pas d'enfant et Hisatsu meurt tandis que Motohiro est encore enfant. Aussi, par ordre impérial de Go-Mizunoo, Motohiro est-il réinstallé dans la lignée des Konoe et grandit-il sous la protection impériale.
En 1654 a lieu sa genpuku qui le fait devenir adulte et mener une vie de courtisan. Il se marie en 1664 avec la princesse Joshi, une autre fille de l'empereur Go-Mizunoo qui devient sa consort. Il a avec elle un fils, Iehiro, et une fille Teruko, consort de Tokugawa Ienobu, le sixième shogun du shogunat Tokugawa.

## Carrière
Après son entrée à la cour, il sert trois empereurs : Go-Mizunoo, Reigen et Higashiyama. Go-Mizunoo est son protecteur depuis l'enfance aussi son début de carrière est-il en rapport avec le prestige de sa lignée. Mais l'empereur Reigen, qui ne s'entend pas avec le shogunat Tokugawa, estime que Motohiro est favorable au shogunat et sa carrière à la cour de Reigen n'est pas aussi magnifique qu'auparavant. En fait, Tokugawa Tsunayoshi, le shogun de l'époque, n'est pas du tout disposé en faveur de Ienobu, candidat d'un de ses successeurs.
À la cour de Higashiyama cependant, Motohiro recouvre son pouvoir. Il sert de régent kanpaku, le courtisan le plus puissant, pour l'empereur Higashiyama de 1690 à 1703. Après qu'il a quitté ce poste, ses soutiens, dont son fils, occupent chacun respectivement la position de kanpaku, aussi garde-t-il son influence. En 1704, le shogunat Tokugawa désigne Ienobu, gendre de Motohiro, successeur de Tsunayoshi, c'est-à-dire le futur shogun. Ses relations avec le shogunat s'en trouvent renforcées. Motohiro se rend deux fois à Edo et est même invité à exprimer ses opinions politiques, ce qui dégrade davantage encore les relations qu'il entretient avec l'ancien empereur Reigen. Celui-ci va jusqu'à le maudire au sanctuaire de Kamo-jinja et l'accuse dans sa prière de malédiction d'être « un mauvais sujet qui plie les lois et la justice en sa faveur » (私曲邪佞の悪臣). Motohiro n'est cependant pas toujours en accord avec la politique du shogunat et s'oppose publiquement à la pression que celui-ci exerce sur la cour impériale.
Il se fait moine en 1722 sous le nom Yuzan (悠山), meurt cette même année puis est enterré au sanctuaire de Daitoku-ji.
De 1655 jusqu'à sa mort, il tient un journal intitulé de 『基熈公記』 (journal du seigneur Motohiro).

## Source de la Traduction
- (en) Cet article est partiellement ou en totalité issu de l’article de Wikipédia en anglais intitulé « Konoe Motohiro » (voir la liste des auteurs).